# Sisters (komiks)
Sisters (tytuł oryginału: Les Sisters) – francuska seria komiksowa autorstwa Christophe’a Cazenove’a (scenariusz) i Williama Maury (scenariusz i rysunki), ukazująca się od 2008 nakładem wydawnictwa Bamboo Édition. Po polsku publikuje ją Egmont Polska od 2015.

## Fabuła
Seria opowiada w humorystyczny sposób o codzienności dwóch sióstr z małego francuskiego miasteczka: nastoletniej Wendy i kilkuletniej Marine. Każdy tom zawiera jednostronicowe historyjki z życia obu dziewczynek. Choć ciągle sobie dokuczają, to w rzeczywistości bardzo się kochają i nie mogą bez siebie żyć. Młodsza naśladuje starszą i zabiega o jej uwagę, wtrącając się w jej sprawy: randki, imprezy, prowadzenie pamiętnika. Starsza nie pozostaje jej dłużna.

## Bohaterowie
- Wendy – czternastoletnia córka pielęgniarki i rysownika komiksów. Jej hobby to m.in. randki i imprezy.
- Marine – ośmioletnia siostra Wendy. Naśladuje czynności wykonywane przez starszą siostrę.
- Tata – ojciec Wendy i Marine. Jest światowej sławy rysownikiem komiksów.
- Mama – matka Wendy i Marine oraz żona rysownika komiksów. Pracuje jako pielęgniarka w jednym ze szpitali.

## Tomy
| Tom                         | Tytuł i rok wydania polskiego          | Tytuł i rok wydania oryginalnego         |
| Seria główna                | Seria główna                           | Seria główna                             |
| --------------------------- | -------------------------------------- | ---------------------------------------- |
| 1                           | Podobieństwo rodzinne (2015)           | Un air de famille (2008)                 |
| 2                           | Będzie zabawa (2015)                   | À la mode de chez nous (2008)            |
| 3                           | To ona zaczęła (2016)                  | C'est elle qu'a commencé (2009)          |
| 4                           | Wszystko gra (2016)                    | C'est nikol crème! (2009)                |
| 5                           | W centrum uwagi (2016)                 | Quelle chouchoute! (2010)                |
| 6                           | Zakochana sister (2017)                | Un Namour de Sister (2011)               |
| 7                           | Spalone słońcem (2017)                 | Mon coup d'soleil, c'est toi (2012)      |
| 8                           | Dla niej wszystko (2017)               | Tout pour lui plaire! (2013)             |
| 9                           | Plątać się pod nogami (2018)           | Toujours dans les pattes! (2014)         |
| 10                          | Pełne energii (2018)                   | Survitaminées! (2015)                    |
| 11                          | Ona ma to we krwi (2018)               | C'est dans sa nature (2016)              |
| 12                          | Nadciąga tornado (2019)                | Attention tornade (2017)                 |
| 13                          | Nadmiar szczęścia (2019)               | Kro d'la chance (2018)                   |
| 14                          | Przysięgam, naprawdę! (2020)           | Juré, craché, menti! (2019)              |
| 15                          | Nie trzeba było mnie prowokować (2021) | Fallait pas me chercher (2020)           |
| 16                          | Uda się czy się nie uda? (2022)        | Cap' ou pas cap'? (2021)                 |
| 17                          | Chyba śnisz (2023)                     | Dans tes rêves! (2022)                   |
| 18                          | Chcesz moje zdjęcie (2024)             | Tu veux ma photo? (2023)                 |
| 19                          | Przeprowadzka (2025)                   | Ça déménage! (2024)                      |
| Seria poboczna Supersisters |                                        |                                          |
| 1                           |                                        | Privées de laser (2011)                  |
| 2                           | Supersisters kontra Superklony (2020)  | Super Sisters contre Super Clones (2016) |

## Ekranizacja
Na podstawie serii komiksowej wyprodukowany został francuski 104-odcinkowy serial animowany Les Sisters, premierowo emitowany od 2017 do 2020 na kanale M6, a w Polsce pt. Siostry na kanale teleTOON+.